# Possession (album)
Possession is het tweede album van de Britse jazz-band God.

## Tracklist
1. Pretty - 4:02
2. Fucked - 10:01
3. Return to Hell - 5:27
4. Soul Fire - 9:55
5. Hate Meditation - 4:52
6. Lord, I'm On My Way - 10:26
7. Love - 16:51
8. Black Jesus - 6:42

## Bezetting
- Kevin Martin: zang, tenorsaxofoon
- Tim Hodgkinson: altsaxofoon, klarinet
- Steve Blake: saxofoons, didgeridoo
- Scott Kiehl: drums, percussie
- John Edwards: bas
- Dave Cochrane: basgitaar
- Gary Jeff: basgitaar
- Justin Broadrick: gitaar
- Lou Ciccotelli: drums

met:
- Peter Kraut: piano
- John Zorn: altsaxofoon
- Gary Smith: gitaar